# Categoría Primera A 1951
Die Categoría Primera A 1951 war die vierte Austragung der kolumbianischen Fußballmeisterschaft. Die Meisterschaft konnte der Spitzenclub Millonarios vor Boca Juniors de Cali für sich entscheiden, der zum zweiten Mal den Titel gewann. Torschützenkönig wurde der Argentinier Alfredo Di Stéfano von Millonarios mit 32 Toren.
Die Teilnehmerzahl erhöhte sich von 16 auf 18 Mannschaften. Zum ersten Mal nahmen Deportes Quindío aus Armenia und Deportivo Samarios aus Santa Marta teil. Atlético Municipal änderte seinen Namen in Atlético Nacional.

## Teilnehmer
Die folgenden Vereine nahmen an der Spielzeit 1951 teil.
| Mannschaft | Stadt        | Departamento       |
| --- | ------------ | ------------------ |
| América de Cali | Cali         | Valle del Cauca    |
| Atlético Nacional | Medellín     | Antioquia          |
| Boca Juniors de Cali | Cali         | Valle del Cauca    |
| Atlético Bucaramanga | Bucaramanga  | Santander          |
| Deportes Caldas 1 | Manizales    | Caldas             |
| Deportivo Cali | Cali         | Valle del Cauca    |
| Cúcuta Deportivo | Cúcuta       | Norte de Santander |
| Deportivo Samarios | Santa Marta  | Magdalena          |
| Huracán | Medellín     | Antioquia          |
| Independiente Medellín | Medellín     | Antioquia          |
| Junior | Barranquilla | Atlántico          |
| Independiente Santa Fe | Bogotá       | Bogotá             |
| Millonarios | Bogotá       | Bogotá             |
| Once Deportivo 1 | Manizales    | Caldas             |
| Deportivo Pereira | Pereira      | Caldas 2           |
| Deportes Quindío | Armenia      | Caldas 2           |
| Sporting | Barranquilla | Atlántico          |
| Universidad | Bogotá       | Bogotá             |
| 1 Deportes Caldas und Once Deportivo sind Vorgängervereine von Once Caldas. 2 Risaralda und Quindío wurden erst 1966 gegründet. |              |                    |

## Tabelle
| Pl. | Verein                   | Sp. | S  | U  | N  | Tore    | Diff. | Punkte |
| --- | ------------------------ | --- | -- | -- | -- | ------- | ----- | ------ |
| 1.  | Millonarios              | 34  | 28 | 4  | 2  | 098:290 | +69   | 60:80  |
| 2.  | Boca Juniors de Cali (P) | 34  | 22 | 5  | 7  | 110:550 | +55   | 49:19  |
| 3.  | Cúcuta Deportivo         | 34  | 21 | 6  | 7  | 093:560 | +37   | 48:20  |
| 4.  | Deportivo Cali           | 34  | 19 | 10 | 5  | 082:460 | +36   | 48:20  |
| 5.  | Deportes Quindío         | 34  | 15 | 9  | 10 | 070:620 | +8    | 39:29  |
| 6.  | Santa Fe                 | 34  | 14 | 9  | 11 | 090:750 | +15   | 37:31  |
| 7.  | Sporting                 | 34  | 14 | 9  | 11 | 077:720 | +5    | 37:31  |
| 8.  | Junior                   | 34  | 14 | 8  | 12 | 066:580 | +8    | 36:32  |
| 9.  | Once Deportivo           | 34  | 14 | 7  | 13 | 072:660 | +6    | 35:33  |
| 10. | Deportes Caldas (M)      | 34  | 14 | 6  | 14 | 077:740 | +3    | 34:34  |
| 11. | Deportivo Pereira        | 34  | 12 | 10 | 12 | 066:670 | −1    | 34:34  |
| 12. | Atlético Bucaramanga     | 34  | 14 | 6  | 14 | 055:600 | −5    | 34:34  |
| 13. | América de Cali          | 34  | 11 | 7  | 16 | 066:760 | −10   | 29:39  |
| 14. | Deportivo Samarios       | 34  | 10 | 7  | 17 | 063:680 | −5    | 27:41  |
| 15. | Atlético Nacional        | 34  | 7  | 9  | 18 | 054:960 | −42   | 23:45  |
| 16. | Independiente Medellín   | 34  | 6  | 7  | 21 | 051:920 | −41   | 19:49  |
| 17. | Universidad              | 34  | 5  | 4  | 25 | 048:126 | −78   | 14:54  |
| 18. | Huracán                  | 34  | 2  | 5  | 27 | 033:930 | −60   | 09:59  |

| (M) | Meister 1950: Deportes Caldas             |
| (P) | Pokalsieger 1950/51: Boca Juniors de Cali |

## Torschützenliste
| Pl. | Spieler            | Mannschaft      | Tore |
| --- | ------------------ | --------------- | ---- |
| 1.  | Alfredo Di Stéfano | Millonarios     | 32   |
| 2.  | Julio Ávila        | Deportes Caldas | 30   |
| 3.  | Antonio Báez       | Millonarios     | 28   |